# صالح صغیر
صالح صغیر یا سال صغیر، روستایی از توابع بخش مرکزی شهرستان الیگودرز در استان لرستان ایران است. هم اکنون تنها ساکنین این روستا خاندان طایفه کاظم اصلانی (ملک محمودی)، از تیره بزرگ بُساک می باشد. از روستاهای اطراف این روستا میتوان بهرام آباد، مغانک سفلی و آب باریک علیا و سفلی را نام برد. اکنون مسیر دسترسی به روستای صالح صغیر کاملا آسفالت می باشد.

## جمعیت
این روستا در دهستان بربرود غربی قرار دارد و براساس سرشماری مرکز آمار ایران در سال ۱۳۸۵، جمعیت آن ۳۲ نفر (۵خانوار) بوده‌است.